# グールー (ラッパー)
グールー（Guru、本名: キース・エドワード・イーラム、1961年7月27日 - 2010年4月19日）は、アメリカ合衆国のラッパー。ギャング・スターのメンバーの1人。2010年2月28日に心停止し、昏睡状態になり、2010年4月19日に癌のため死亡。グールーの名の由来は、Five-Percent Nationの教えであるGifted Unlimited Rhymes Universal、God is Universal; he is the Ruler Universalより。（ただし後者はあまり使われない）

## 人物
マサチューセッツ州ボストン郊外のロクスベリー出身。父は判事で、母はボストンの公立学校の図書館の管理人の一人だった。キースはデダムのノーブル・アンド・グリーノー・スクールを卒業した後、アトランタのモアハウス大学で、経営管理学を学んで卒業した。そのあと、マンハッタンのニューヨーク州立ファッション工科大学に通ったが、今度はラッパーを目指すために中退した。その頃、短期間だが社会奉仕に参加したことがある。

## ディスコグラフィ

### アルバム
- Guru's Jazzmatazz, Vol. 1 (1993)
- Guru's Jazzmatazz, Vol. 2: The New Reality (1995)
- Guru's Jazzmatazz, Vol. 3: Streetsoul (2000)
- Baldhead Slick & da Click (2001)
- Version 7.0: The Street Scriptures (2005)
- Guru's Jazzmatazz, Vol. 4: The Hip Hop Jazz Messenger: Back to the Future (2007)
- Guru 8.0: Lost and Found (2009)

### ゲスト参加
- 1990: "Jazz Thing" (『モ'・ベター・ブルース』のサウンドトラックより)
- 1991: "Qui Semé Le Vent Recolte Le Tempo (Gang Starr Remix)" ( MCソラーの12インチシングルより)
- 1992: "It's Getting Hectic" ( ブラン・ニュー・ヘヴィーズのアルバムen:Heavy Rhyme Experience, Vol. 1より)
- 1992: "Sassy" (from the ネナ・チェリーのアルバム"Homebrew"より)
- 1993: "Patti Dooke" (from デ・ラ・ソウル のアルバムen:Buhloone Mindstateより)
- 1993: "Season For Change" (ロニー・ジョーダンのアルバム The Quiet Revolution)
- 1993: "Listen (Guru Remix)" ( アーバン・スピーシーズの 12インチシングルより)
- 1993: "Stop Lookin' at Me" (The Cutthroatsとの共作で、『ポケットいっぱいの涙』のオリジナルサウンドトラックに収録)
- 1994: "Borough Check" ( en:Digable Planetsのアルバム en:Blowout Combより)
- 1994: "I've Lost My Ignorance" (en:Dream Warriorsのアルバムen:Subliminal Simulationより)
- 1994: "Black Monday" ( en:Buckshot LeFonqueのシングル "Another Day"より)
- 1995: "B-Boy Mastermind" ( DJ KRUSHのアルバム『Krush』より)※日本でのみ販売
- 1995: "Serious Rap Shit" (en:Group Home のアルバムLivin' Proofより)
- 1996: "Fed Up (Remix)" ( en:House of Painのアルバム Truth Crushed to Earth Shall Rise Againより)
- 1996: "Listen Here" (コンピレーションアルバムThe New Groove: The Blue Note Remix Projectより)
- 1999: "NY Niggaz" (en:Sway & King Tech のアルバム This or Thatより)
- 1999: "The Legacy" (en:Group Homeのアルバム"en:A Tear For The Ghetto"より)
- 1999: "Bare Witness" ( en:Choclair のアルバムen:Ice Coldより)
- 1999: "Whatever Happened to Gus" (Word to the Drums mix) (メデスキ、マーティン・アンド・ウッド のアルバム en:Combustication Remix EPより)
- 2001: "Worst Comes to Worst" (en:Dilated Peoples のアルバム Expansion Teamより)
- 2002: "Karma"feat (en:Adam Fの 12インチシングルより、ほかの共演者はカール・トーマス)
- 2003: "Condor (Espionage)" (en:DJ Cam のアルバム  en:Soulshineより)
- 2003: "Knowledge of Self" (BTのアルバムen:Emotional Technologyより)
- 2005: "Party Hard" ( en:The Perceptionists のアルバムBlack Dialogue'より、' feat. Camu Tao & Prod. Camu Tao)
- 2005:  en:Big Shug のアルバム Never Say Dieより5曲参加
- 2006: "Junk" (フェリー・コーステンのアルバム  L.E.F.より)
- 2007: "Major Game" ( ドミンゴのアルバムThe Most Underratedより)
- 2007: "The Otherside" (Slightly Stoopidのアルバム"Chronchitis")
- 2008: "Watucamehere 4" ( en:Downsyde のアルバム All Cityより)

## 出演作品
- グランド・セフト・オートIII (2001)：エイトボール[6]
- グランド・セフト・オート・リバティーシティ・ストーリーズ (2005)：エイトボール
- 野獣教師2　The Substitute 2: School's Out (1998) ：リトルB
- Train Ride (2000)：ジェイ
- 3 A.M. (2001)：Hook-Off
- Urban Massacre (2002)：Cereal Killah
- 必殺!?ブレイキン・カンフーKung Faux (2003) 声優として参加
- Who's the Man? (1993)：Martin Lorenzo